# رولاند هاربر
رولاند هاربر (بالإنجليزية: Roland Harper)‏ هو لاعب كرة قدم أمريكية أمريكي، ولد في 28 فبراير 1953 في سيغوين في الولايات المتحدة.

## وصلات خارجية
- رولاند هاربر على موقع مرجع كرة القدم المحترفة.كوم (الإنجليزية)